# Stocard
Stocard è un'applicazione gratuita per la gestione delle carte di fedeltà. Sviluppato nel 2012 dall'omonima azienda tedesca, a metà del 2018 contava più di 25 milioni di utenti ed era disponibile in oltre 42 Paesi. Nel 2016 è divenuta l'azienda leader in questo segmento di mercato. L'azienda ha sede a Mannheim e sedi secondarie in Italia, Paesi Bassi, Francia, Canada e Australia. Nel 2021 Stocard è stata acquisita dall'azienda svedese Klarna.

## L'applicazione
L'applicazione è gratuita per sistemi operativi iOS e Android.
Il software permette di registrare una carta di fedeltà rilevando con la fotocamera dello smartphone il relativo codice a barre stampato sulla stessa ovvero digitandolo manualmente dalla sua tastiera. 
La tessera deve essere quindi associata al nome della società emittente. Nel 2007 erano censite più di 4 000 società di tutto il mondo, ferma restando la possibilità di aggiungere manualmente il nome di un'azienda che non sia presente nella banca dati.
Al termine dell'acquisto, il codice a barre registrato all'interno di Stocard può essere visualizzato sullo smartphone e mostrato al lettore di codici a forma di pistola presente nelle casse automatiche o in quelle con operatore.
La tessera registrata su Stocard sostituisce a tutti gli effetti la carta di fedeltà rilasciata dai molteplici emittenti, col vantaggio che esse sono gestite tutte mediante un'unica applicazione centralizzata. In altre parole, esibendo Stocard è possibile accumulare punti o beneficiare degli sconti riservati ai clienti esattamente come se si fosse mostrata la propria tessera fedeltà.
Gli utenti possono anche registrare le proprie carte di credito, sempre attraverso la scansione del relativo codice a barre. Al 2023 è in fase di sviluppo una funzionalità di pagamento direttamente tramite cellulare.
Qualora sia abilitata a rilevare la posizione del terminale mobile, l'applicazione mostra anche i volantini con le offerte dei centri commerciali più vicini.
Il 31 marzo 2025, in seguito all'integrazione della gestione delle carte fedeltà all'interno dell'applicazione Klarna, l'azienda ha interrotto il supporto a Stocard.

## Azienda
Stocard è stata fondata nel 2012 da  David Handlos, Björn Goß e Florian Barth, all'epoca tre studenti dell'Università d Manheim. A metà del 2018 ha ricevuto finanziamenti da parte di Rocketship.vc, Shortcut Ventures, Alstin e Macquarie.
I concorrenti diretti di Stocard sono Key Ring, FidMe, mobile pocket, Google Pay e Apple Wallet.

## Critiche
I programmi di gestione delle carte di fedeltà sono spesso oggetto di critiche perché raccolgono dati personali e analizzano i comportamenti di acquisto degli utenti, incrociando le informazioni di database di aziende diverse. L'applicazione consente l'invio di pubblicità mirata direttamente sullo smartphone.
Inoltre, in molti negozi non è possibile scansionare le carte cliente dallo schermo dello smartphone, poiché i registratori di cassa non sono dotati del necessario scanner di immagini. Non tutti gli scanner laser sono adatti a questo tipo di operazione. Pertanto, in questi casi gli operatori devono digitare manualmente i numeri delle carte.